# بليك جيبسون
بليك جيبسون (بالإنجليزية: Blake Gibson)‏ هو لاعب اتحاد الرغبي نيوزلندي، ولد في 19 أبريل 1995 في أوكلاند في نيوزيلندا.

## وصلات خارجية
- بليك جيبسون عل موقع إسبنسكروم (الإنجليزية)
- بليك جيبسون على موقع ItsRugby.co.uk (الإنجليزية)